# Андрусенко Анатолій Петрович
Анатолій Петрович Андрусенко (нар. 19 липня 1964) — український волейболіст, Майстер спорту України. Учасник Літніх Паралімпійських ігор 2016 року.
Займається в секції волейболу Київського регіонального центру «Інваспорт».
Посів 4 місце на чемпіонаті Європи (чоловіки) 2015 року в м. Варендорф (Німеччина).